# IJk
De ijk verwijst naar de ijkmerken of ijkplaten, die volgens het Metingsbesluit binnenvaartuigen 1978 op elk te boek gesteld binnenvaartschip moeten worden aangebracht. De plaats van de ijkmerken wordt bepaald bij een meting aan het schip, die wordt vastgelegd in de meetbrief.
Een schip ligt aan de ijk, als het geheel geladen is. Als het over zijn ijk ligt, is het te zwaar geladen.